# Wybory parlamentarne w Samoa w 2016 roku
Wybory parlamentarne w Samoa w 2016 roku – wybory do Fono. Miały miejsce w Samoa 4 marca 2016 roku. Głównymi partiami biorącymi udział były Partia Ochrony Praw Człowieka (partia urzędującego premiera, Tuilaʻepa Sailele Malielegaoi) i Tautua Samoa Party. HRPP utrzymała większość parlamentarną zdobywając 35 na 49 miejsc w Fono. Wszyscy zwycięscy kandydaci niezależni dołączyli później do partii politycznych jeszcze przed ogłoszeniem oficjalnych wyników. 12 parlamentarzystów przyłączyło się do partii zwycięskiej, co umocniło większość parlamentarną. Jeden parlamentarzysta niezależny (Levaopolo Talatonu) dołączył do TSP, które ostatecznie nie zostało uznane za partię parlamentarną, ponieważ do tego wymaganych jest 8 parlamentarzystów.
W wyborach brało udział 164 kandydatów – 140 mężczyzn i 24 kobiet, 83 członków HRPP, 23 członków TSP i 60 kandydatów niezależnych. Wśród kandydatów był urzędujący premier Tuilaʻepa Sailele Malielegaoi.
Głosowanie rozpoczęło się o 8:00 (UTC+14:00) i zostało zakończone o 15:00. Od rozpoczęcia wyborów do godziny 6:00 następnego dnia obowiązywała prohibicja. Nie zgłoszono żadnego naruszenia kodeksu wyborczego.

## System wyborczy
49 parlamentarzystów zostało wybranych w 35 okręgach jednomandatowych i 7 okręgach dwu-mandatowych. Jeden z okręgów dwu-mandatowych był zarezerwowany wyłącznie dla kandydatów o niepełnym samoańskim pochodzeniu lub nie posiadających samoańskiego pochodzenia. We wszystkich okręgach obowiązywała Ordynacja większościowa. Zarówno czynne jak i bierne prawo wyborcze posiadały wyłącznie osoby powyżej 21 roku życia. Kandydaci musieli dodatkowo być głowami rodzin i mieszkać w Samoa przez przynajmniej 3 lata przed uzyskaniem nominacji. Biernego prawa wyborczego byli pozbawieni urzędnicy państwowi, osoby niepełnosprawni umysłowo, osoby oskarżone o korupcję lub przestępstwo wyborcze i osoby skazane na więcej, niż dwa lata więzienia (wliczając w to karę śmierci). 10% miejsc było zarezerwowanych dla kobiet.

## Wyniki
Ponieważ w regularnym trybie wyborczym wybrano 4 kobiety, a w parlamencie musi być przynajmniej 10% kobiet, Fono zostało powiększone o jedno dodatkowe miejsce, które przypadło Rosie Duffy-Stowers, która uzyskała trzeci najwyższy wynik w okręgu Gagaʻifomauga.
| Partia                        | Głosy  | %     | Miejsca | Zmiana |
| ----------------------------- | ------ | ----- | ------- | ------ |
| Partia Ochrony Praw Człowieka | 45 816 | 57,30 | 35      | 6      |
| Tautua Samoa Party            | 6 432  | 8,04  | 2       | 11     |
| Kandydaci niezależni          | 27 704 | 34,65 | 13      | 6      |
| Razem                         | 79 952 | 100   | 50      | 1      |
| Źródło: OEC                   |        |       |         |        |